# Blencoe
Blencoe – miasto w Stanach Zjednoczonych, w stanie Iowa, w hrabstwie Monona.

## Demografia
Zgodnie ze spisem statystycznym z 2000, miasto liczyło 231 mieszkańców. W 2023 liczba mieszkańców nieznacznie spadła do 227 osób, a gęstość zaludnienia poniżej 120 osób/km².